# Nummularius
Nummularius (in latino nummulus: piccola moneta, monetina) è il nome usato nell'antica Roma per un saggiatore di monete.

## Storia
Dalla seconda metà del II secolo a.C. i saggiatori di monete erano noti con questo nome o anche con il nome di spectator o probator. 
A volte il termine era usato anche per indicare i cambiatori di valuta o i banchieri. In generale il nummularius aveva il compito di verificare monete di banchieri e di mercanti in ingresso e in uscita, toccandole, assaggiandole, odorandole, sentendole e naturalmente vedendole, e testimoniare la loro validità e l'autenticità.
La parola è anche conosciuta tramite il moderno termine tecnico di tesserae nummulariae: su queste contromarche a quattro settori c'è sul primo il nome del nummularius, nel secondo il nome del padrone o di un cittadino romano, sul terzo il segno del saggio (spectavit) con l'indicazione del giorno e del mese. Sul quarto vennero segnati i nomi dei consoli come indicazione dell'anno, dal 96 a.C. all'88 d.C.
Nummularii furono inizialmente degli schiavi, in seguito liberti e da ultimo dei nati liberi (ingenui). 
Durante l'impero nelle officine di coniazione c'erano dei nummularii imperiali, apparentemente tenuti là in funzione di controllo. La supervisione a Roma era del praefectus urbi, mentre nelle province spettava al governatore. Quando fu governatore della Spagna Tarraconense Galba fece amputare entrambe le mani a un nummularius fraudolento. 
I loro compiti erano regolati da un editto pretorio (Digesto 16,3,7,2). 
| Controllo di autorità | GND (DE) 4177493-0 |